# Princess (automerk)
Princess (ook Leyland Princess) was aanvankelijk de modelnaam van verschillende hoogwaardige sedans van de Britse autofabrikant British Motor Corporation (BMC). Onder diens opvolger British Leyland Motor Corporation (BLMC) bestond Princess van 1975 tot 1981 als een onafhankelijk merk binnen de groep.

## Princess als modelnaam
Als aanvulling op de auto's van het type Austin A135 verscheen in 1947 voor het eerst de naam Princess. Een poging om de naam Princess los van Austin als zelfstandig merk te vestigen, werd in 1957 ondernomen met de Princess IV, de Princess 4-litre limousine en de Princess 3-litre. Dit waren grote, traditionele representatieve limousines.
In 1959 maakte BMC van het bedrijf Vanden Plas, dat tot die tijd alleen actief was als carrosseriebouwer, een zelfstandige autofabrikant en een eigen automerk binnen het concern. Vanden Plas verkocht vervolgens de A135-limousine, die al jaren door Vanden Plas werd vervaardigd, als eigen model onder de naam Vanden Plas Princess 4 Litre Limousine. Daar aan toegevoegd werd het kleinere model Vanden Plas Princess 3 Litre, dat in 1964 werd doorontwikkeld tot de Vanden Plas Princess 4 Litre R. Beide waren dure voertuigen die technisch verwant waren aan verschillende modellen van het BMC-concern maar ze hadden een betere uitrusting, een gedeeltelijk afwijkend ontwerp en eigen motoren. Zo was de Princess 4 Litre R uitgerust met een zescilindermotor die Rolls-Royce had ontwikkeld voor het prototype Rangoon. Nadat het Vanden Plas-moederconcern BMC in de herfst van 1969 de topklassefabrikant Jaguar had overgenomen, werd de productie van de zelfstandige Vanden Plas-modellen stopgezet.
Wel doorverkocht werd de Vanden Plas Princess 1100. Dit was echter geen zelfstandig model maar slechts een door badge-engineering gemodificeerde variant van de compacte BMC ADO16. Met diens productie-einde in 1974 verdween de naam Princess tijdelijk. British Leyland bood ook een Vanden Plas-versie aan van Austin Allegro, de opvolger van de ADO16, maar die droeg de naam Princess niet.

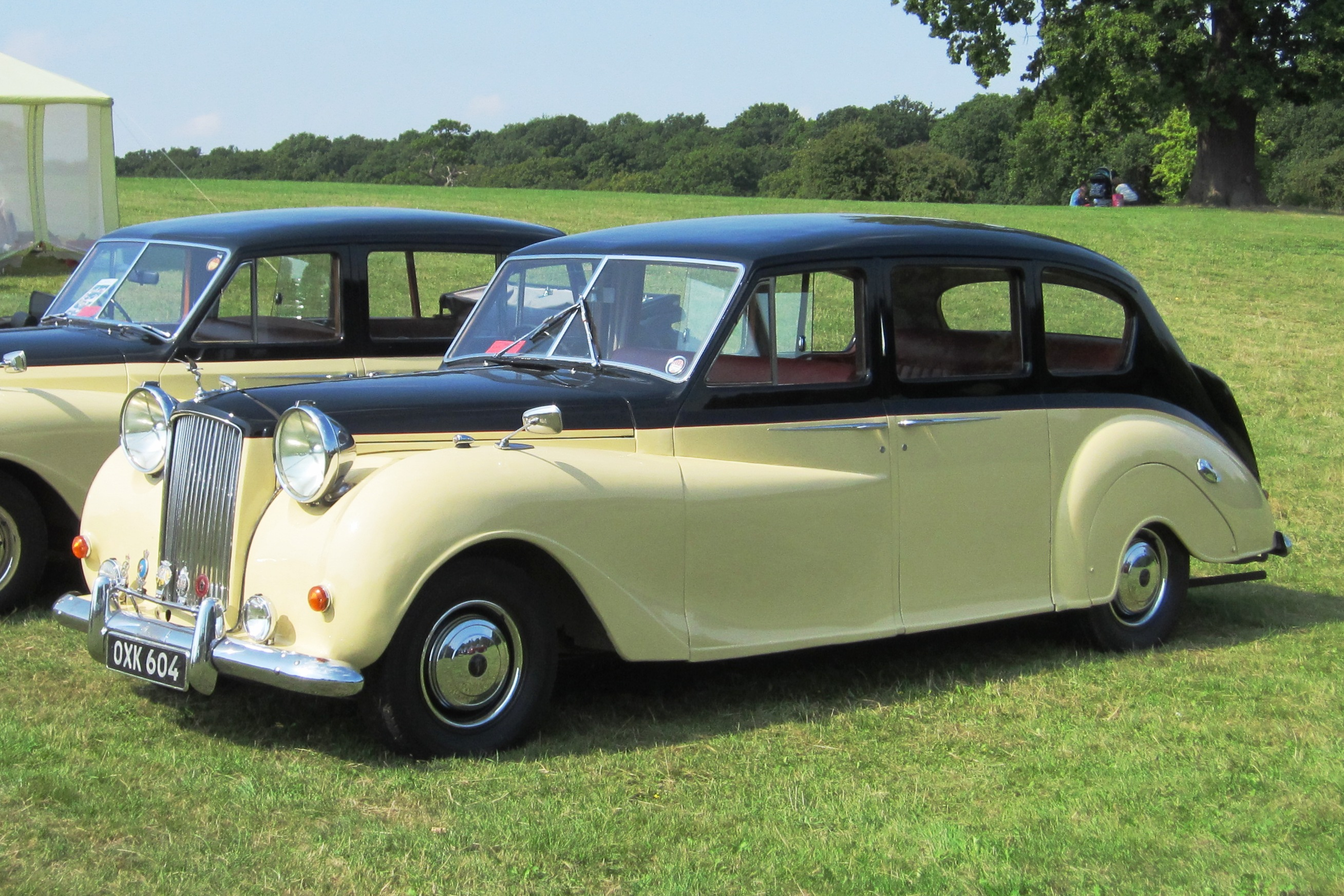
Austin Princess (1954)
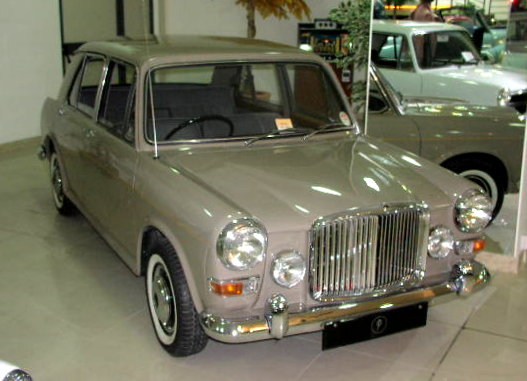
Vanden Plas Princess 1100

## Princess als zelfstandig merk
Tot in de jaren zeventig waren BMC en zijn opvolger BLMC in de middenklasse vertegenwoordigd met de door Alec Issigonis ontworpen voorwielaangedreven modellen van de BMC ADO17-serie. Deze technisch innovatieve maar stilistisch ongewone auto's met de spotnaam Landcrab (landkrab) werden volgens het concept van badge engineering onder verschillende merknamen van het concern verkocht als Austin 1800 of 2200, Morris 1800 of 2200 en Wolseley 18/85 of Six.
In maart 1975 presenteerde BLMC de door Harris Mann ontworpen ADO71 als opvolger van de Landcrab. Deze serie, ook bekend als de 18-22-serie, verscheen aanvankelijk opnieuw in verschillende versies als Austin, Morris en Wolseley. Al na zes maanden staakte BLMC het concept van badge engineering. De met veel moeite in drievoud geïntroduceerde 18-22 werd vanaf oktober 1975 alleen nog als een enkel model verkocht.
De auto was niet langer toegewezen aan een van de traditionele BMC- of BLMC-merken maar werd een merkonafhankelijke eenling. Het betekende de herinvoering van de tien jaar eerder gestaakte benaming Princess die nu een zelfstandige verkooplijn werd, volgens sommige bronnen ook een onafhankelijk merk. Als Princess en Princess 2 bleef de auto tot 1981 in het Leyland-programma. Zijn technisch en uiterlijk vergelijkbare opvolger verscheen in 1981 onder de naam Austin Ambassador.

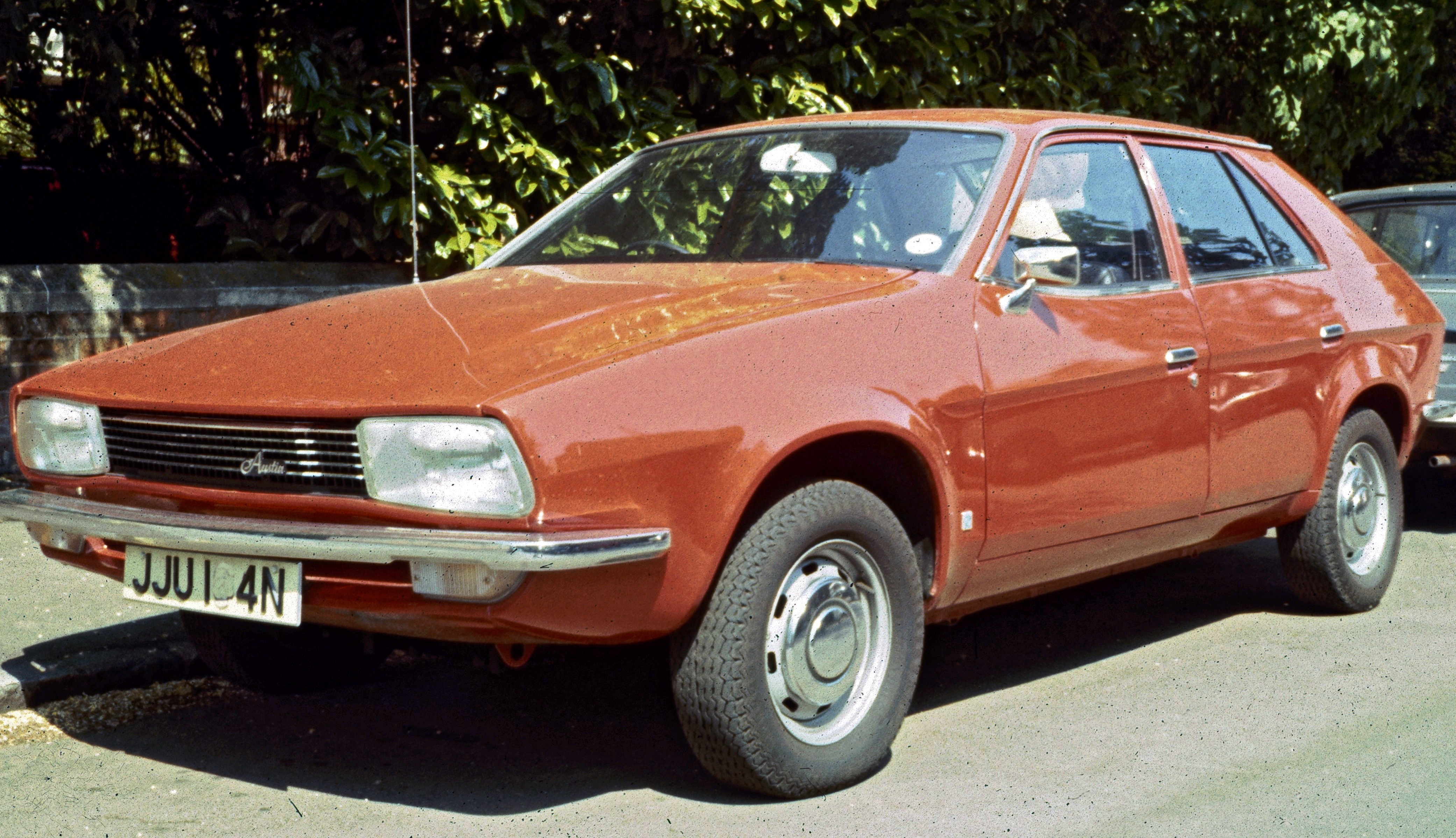
Austin 1800 (1975)
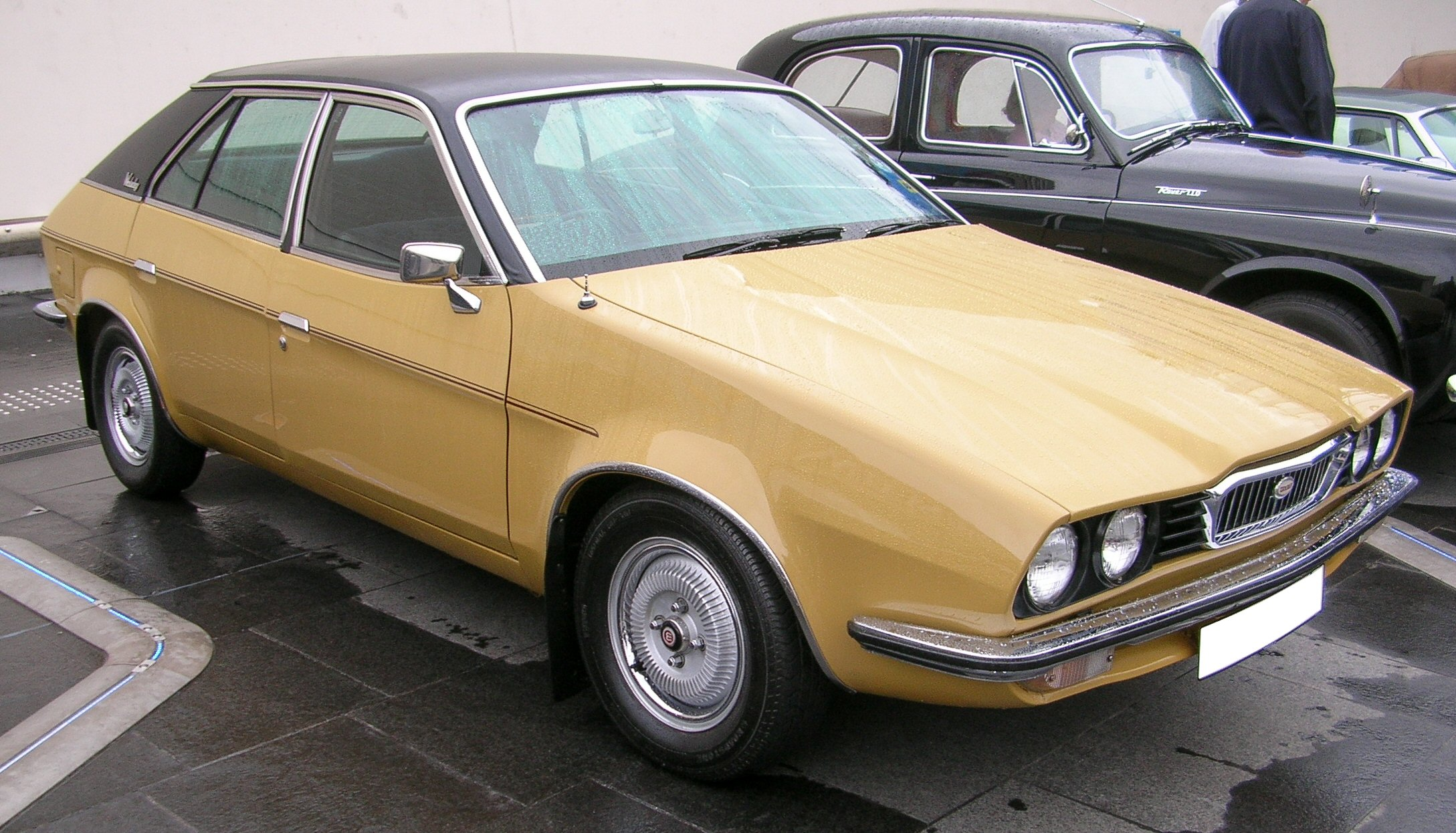
Wolseley Saloon (1975)
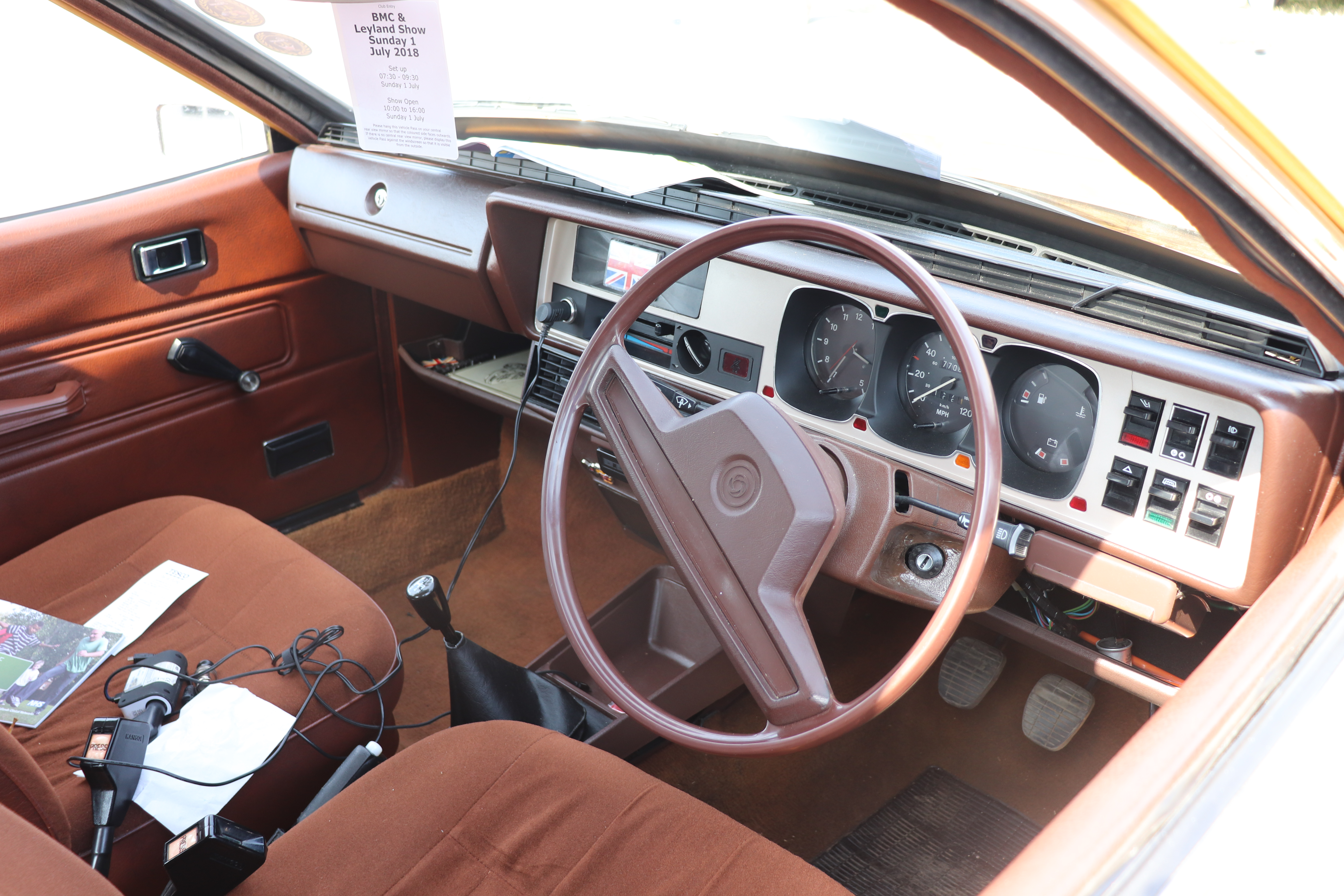
Interieur Princess 2200 HL (1977)
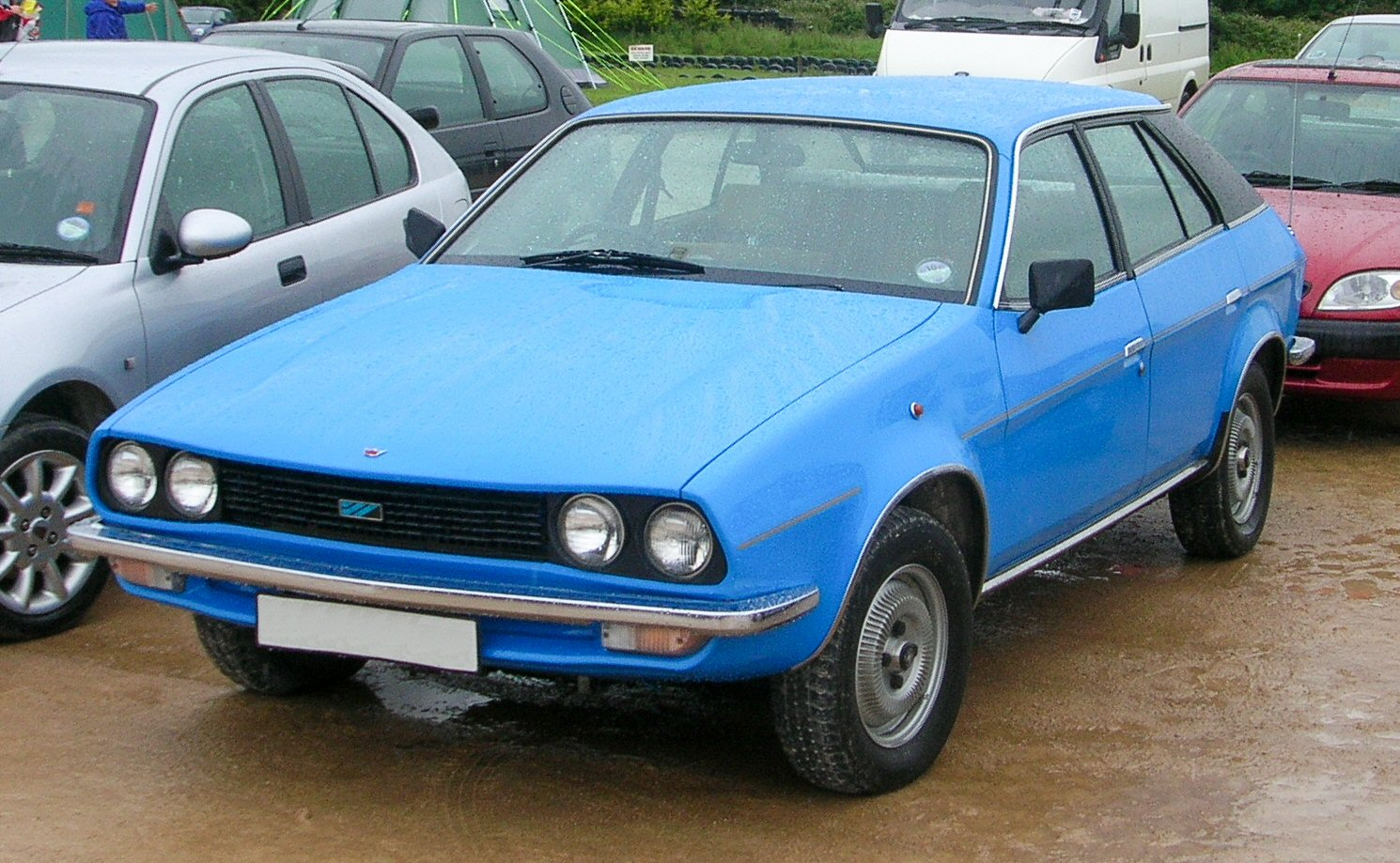
Princess 2 HL (1979)